# ブルヴァール・デ・マレショー
ブルヴァール・デ・マレショー（仏:Boulevards des Maréchaux）はパリ市を取り巻く一連の道路の総称。「元帥大通り」の意味。これは、ほとんどの通りがフランス第一帝政期の元帥（maréchal）の名を持つことに由来する。
ブルヴァール・デ・マレショーはペリフェリックのやや内側を、ペリフェリックとともにパリをほぼ一周する帯状の道路である。ペリフェリックは都市高速道路であるが、マレショーは通常の道となっている。そのため、一部の例外を除き速度は時速50kmに制限されている。マレショーとペリフェリックの間隔は平均150mである。
マレショーはパリのさまざまな門を繋いでいる。南部と東部では旧プティト・サンチュールが併走している。マレショーはもともと1844年に完成したティエールの城壁に沿って設けられた軍事用の道路の跡に造られた。1860年、周辺部を編入してパリを拡張したのち邪魔になったため1919年から1929年にかけて城壁を壊し、市街を一周する大通りができた。マレショーとペリフェリックに挟まれた地帯にはパリ国際大学都市、リセや体育館、緑地などが点在している。

## ブルヴァール・デ・マレショーを構成する大通りの一覧
括弧内に名前の由来となった人名を示した。太字は第一帝政期のフランス元帥。
- 12区
  - ブルヴァール・スールト（ニコラ＝ジャン・ド・デュ・スールト大元帥）
  - ブルヴァール・ポニャトフスキ（ユーゼフ・ポニャトフスキ元帥）
- セーヌ川（ナシオナル橋）
- 13区
  - ブルヴァール・マッセナ（アンドレ・マッセナ元帥）
  - ブルヴァール・ケレルマン（フランソワ・クリストフ・ケレルマン元帥）
- 14区
  - ブルヴァール・ジュールダン（ジャン＝バティスト・ジュールダン元帥）
  - ブルヴァール・ブリューン（ギヨーム・ブリューン元帥）
- 15区
  - ブルヴァール・ルフェーヴル（フランソワ・ジョゼフ・ルフェーヴル元帥）
  - ブルヴァール・ヴィクトール（クロード・ヴィクトール＝ペラン元帥）
  - ブルヴァール・ジェネラル・マーシャル・ヴァラン（マーシャル・ヴァラン将軍）
- セーヌ川（ガリリアーノ橋）
- 16区
  - ブルヴァール・エグゼルマン（イシドール・エグゼルマン元帥）
  - ブルヴァール・スーシェ（ルイ＝ガブリエル・スーシェ元帥）
  - ブルヴァール・ランヌ（ジャン・ランヌ元帥）
  - ブルヴァール・ミュラ（ジョアシャン・ミュラ元帥）
  - ブルヴァール・アミラル・ブルイ（エティエンヌ・ユースタッシュ・ブルイ提督）
- 17区
  - ブルヴァール・グーヴィオン＝サン＝シール（ローラン・グーヴィオン＝サン＝シール元帥）
  - ブルヴァール・ベルティエ（ルイ＝アレクサンドル・ベルティエ元帥）
  - ブルヴァール・ベシェール（ジャン＝バティスト・ベシェール元帥）
- 18区
  - ブルヴァール・ネイ（ミシェル・ネイ元帥）
- 19区
  - ブルヴァール・マクドナル（ジャック・マクドナル元帥）
  - ブルヴァール・セリュリエ（ジャン＝マチュー・フィリベール・セリュリエ元帥）
- 20区
  - ブルヴァール・モルティエ（エドゥアール・モルティエ元帥）
  - ブルヴァール・ダヴー（ルイ＝ニコラ・ダヴー元帥）

## マレショー周辺の施設・名所
- ブローニュの森
- ヴァンセンヌの森
- パリ国際大学都市 (Cité internationale universitaire de Paris)
- 科学産業都市 (Cité des sciences et de l'industrie)
- ヘリポート
- ジョルジュ・ポンピドゥー病院
- ロベール・ドゥブレ病院
- マルモッタン美術館
- アンドレ・シトロエン公園
- ビュット・デュ・シャポー・ルージュ公園
- パルク・デゼクスポジシオン（ポルト・ヴェルサイユ）
- ジョルジュ・ブラッサン公園
- ケレルマン公園
- モンスーリ公園
- パルク・デ・プランス
- スタッド・シャルレティ